# قطعنامه ۱۹۲۷ شورای امنیت
قطعنامه ۱۹۲۷ شورای امنیت سازمان ملل متحد که در تاریخ ۰۴ ژوئن ۲۰۱۰ تصویب شد، سندی بین‌المللی دربارهٔ بررسی وضعیت در هائیتی است. این قطعنامه طی نشست ۶۳۳۰ام با ۱۵ رای موافق، ۰ مخالف و ۰ ممتنع تصویب شد.